# Sons of Anarchy
 (août 2019).
Si vous disposez d'ouvrages ou d'articles de référence ou si vous connaissez des sites web de qualité traitant du thème abordé ici, merci de compléter l'article en donnant les références utiles à sa vérifiabilité et en les liant à la section « Notes et références ».
Mayans M.C.
Sons of Anarchy est une série télévisée américaine créée par Kurt Sutter, elle est composée de 92 épisodes d’une durée de 42 à 81 minutes.
Cette série a été diffusée entre le 3 septembre 2008 et le 9 décembre 2014 sur FX aux États-Unis et sur Super Channel au Canada. En Suisse, elle est diffusée depuis le 8 juin 2009 sur RTS Un ; en Belgique depuis le 18 septembre 2009 sur BeTV, puis sur Club RTL à partir du 12 septembre 2012 et en France depuis le 9 octobre 2009 sur M6 et le 4 novembre 2012 sur Série Club et dès le 7 juillet 2013 sur W9. Au Québec, elle est diffusée depuis le 15 janvier 2013 sur AddikTV.
Cette série dramatique retrace la vie d'un club soudé de motards hors-la-loi opérant à Charming, ville fictive de la Central Valley, en Californie. Elle met en vedette Charlie Hunnam dans le rôle de Jackson "Jax" Teller, vice-président du club. Il commence bientôt à s'interroger sur le club et lui-même. La fraternité, la loyauté, la trahison et la rédemption sont des thèmes constants.
La troisième saison de la série a attiré en moyenne 4,9 millions de téléspectateurs chaque semaine, ce qui en fait la série la mieux notée de FX à l'époque, surpassant ses autres succès, The Shield, Nip/Tuck et Rescue Me : Les Héros du 11 septembre. Le premier épisode des quatrième et cinquième saisons ont été les deux émissions de télévision les mieux notées de l'histoire de FX.
Cette série explore l'auto-justice, la corruption gouvernementale et le racisme et dépeint un club de motards hors-la-loi comme une analogie de la transformation humaine. David Labrava, membre réel de la section des Hells Angels à Oakland, a été conseiller technique et a également joué un des personnages principaux des deux dernières saisons, Happy Lowman.
En novembre 2013, Sutter a indiqué qu'il était en pourparlers avec FX afin de créer un préambule de Sons of Anarchy dans les années 1960. En février 2015, il a déclaré qu'il ne travaillerait pas sur le prequel, intitulé The First 9. En novembre 2016, FX a annoncé le développement d'une série dérivée, Mayans M.C., qui serait centrée sur la culture américano-mexicaine, dont la première saison a débuté en 2018.

## Synopsis
L'histoire se déroule à Charming, ville fictive du comté de San Joaquin en Californie. Une lutte de territoires entre dealers et trafiquants d'armes vient perturber les affaires d'un club de bikers (Motorcycle Club, ou MC en anglais) à l'idéologie anarchiste. Ce club, nommé Sons of Anarchy Motorcycle Club Redwood Original, couramment abrégé en SAMCRO, fait régner l'ordre dans Charming. Clay Morrow, président de SAMCRO et patron du garage Teller-Morrow, ainsi que Jackson “Jax” Teller, vice-président, mènent le club. Ce club est à la base un club de mécaniciens réparant les voitures ou les motos mais la plupart de ses profits provient de la vente d'armes. Il a été fondé par John Teller, le père de Jackson qui est décédé sur la route 580 il y a plus de quinze ans. Jax tombe sur des écrits rédigés par son père qui mettait en avant ses idées pour le futur du club dont l'objectif principal était de rentrer dans la légalité en sortant notamment le club du trafic d'armes.
Les Sons of Anarchy sont à la fois craints par la population mais également respectés et admirés pour leur code d’honneur et leur capacité à maintenir l’ordre et à rendre justice dans les situations délicates.

## Distribution

### Acteurs principaux
- Charlie Hunnam (VF : Sébastien Desjours) : Jackson « Jax » Teller
- Katey Sagal (VF : Martine Meirhaeghe) : Gemma Teller-Morrow
- Ron Perlman (VF : Marc Alfos puis Emmanuel Jacomy[note 1]) : Clarence « Clay » Morrow (saisons 1 à 6)
- Theo Rossi (VF : Emmanuel Garijo) : Juan Carlos « Juice » Ortiz
- Maggie Siff (VF : Ariane Deviègue) : Dr Tara Knowles (saisons 1 à 6)
- Ryan Hurst (VF : Jérôme Pauwels) : Harry « Opie » Winston (saisons 1 à 5)
- Mark Boone Junior (VF : Sylvain Lemarié) : Robert « Bobby Elvis » Munson
- Kim Coates (VF : Gabriel Le Doze) : Alexander « Tig » Trager
- Tommy Flanagan (VF : Thierry Mercier) : Filip « Chibs » Telford
- William Lucking (VF : Patrice Melennec) : Piermont « Piney » Winston (saisons 1 à 4)
- Jimmy Smits (VF : Bernard Lanneau) : Nero Padilla (récurrent saison 5, principal saisons 6 et 7)
- David Labrava (VF : Yves-Henry Salerne) : « Happy » Lowman (récurrent saisons 1 et 2, principal depuis la saison 3), l'Unholy One.
- Dayton Callie (VF : Jean-Michel Farcy puis Jean-Claude Sachot[note 2]) : Wayne Unser (récurrent saisons 1 et 2, principal saisons 3 à 7)
- Drea de Matteo (VF : Élisabeth Fargeot) : Wendy Case (invitée saisons 1 et 4 à 6, principale saison 7)
- Niko Nicotera (VF : Cédric Dumond) : George « Ratboy » Skogstrom (saisons 6 et 7, récurrent saisons 4 à 6)

Photos des acteurs principaux
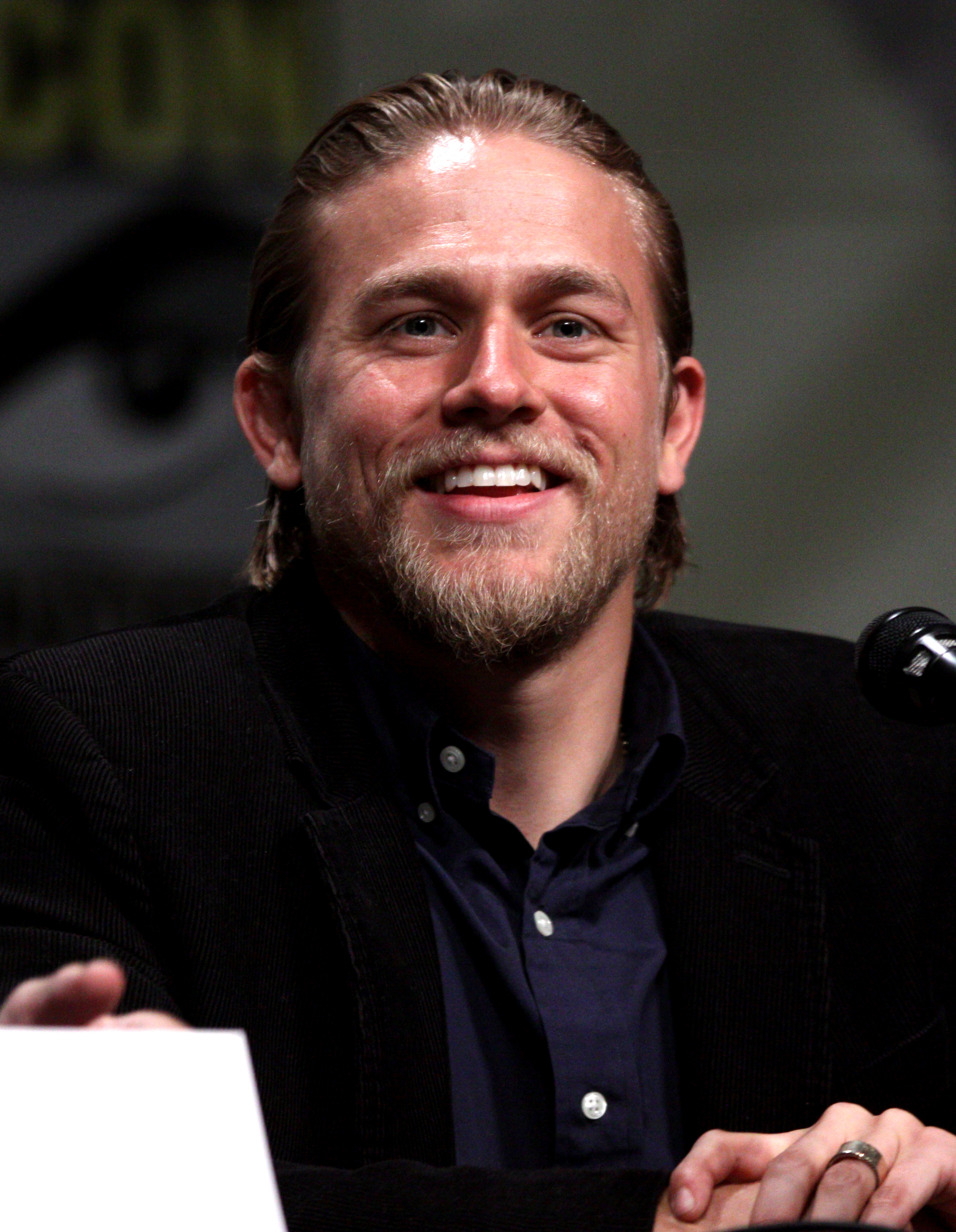
Charlie Hunnam dans le rôle de Jackson « Jax » Teller.
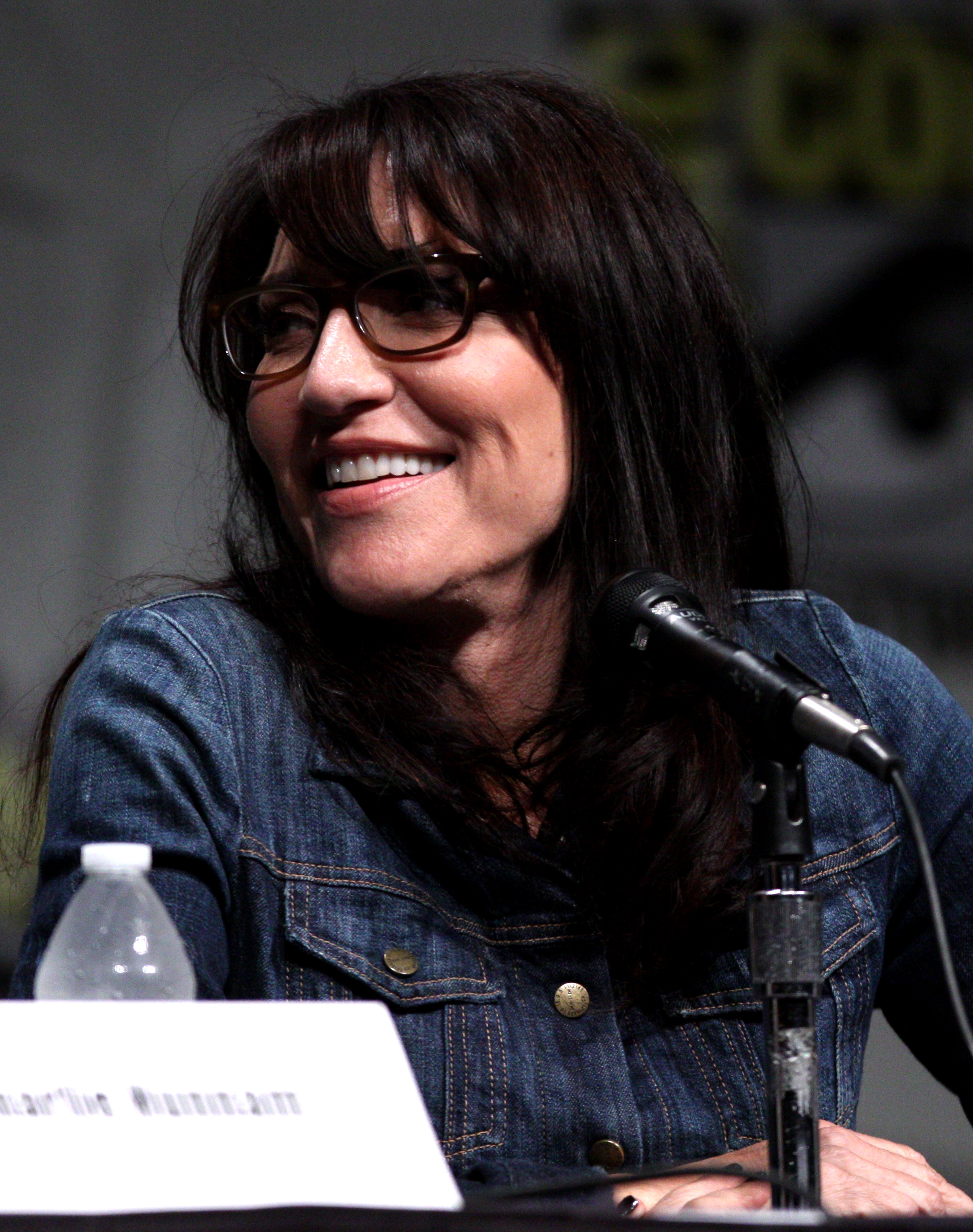
Katey Sagal dans le rôle de Gemma Teller-Morrow.
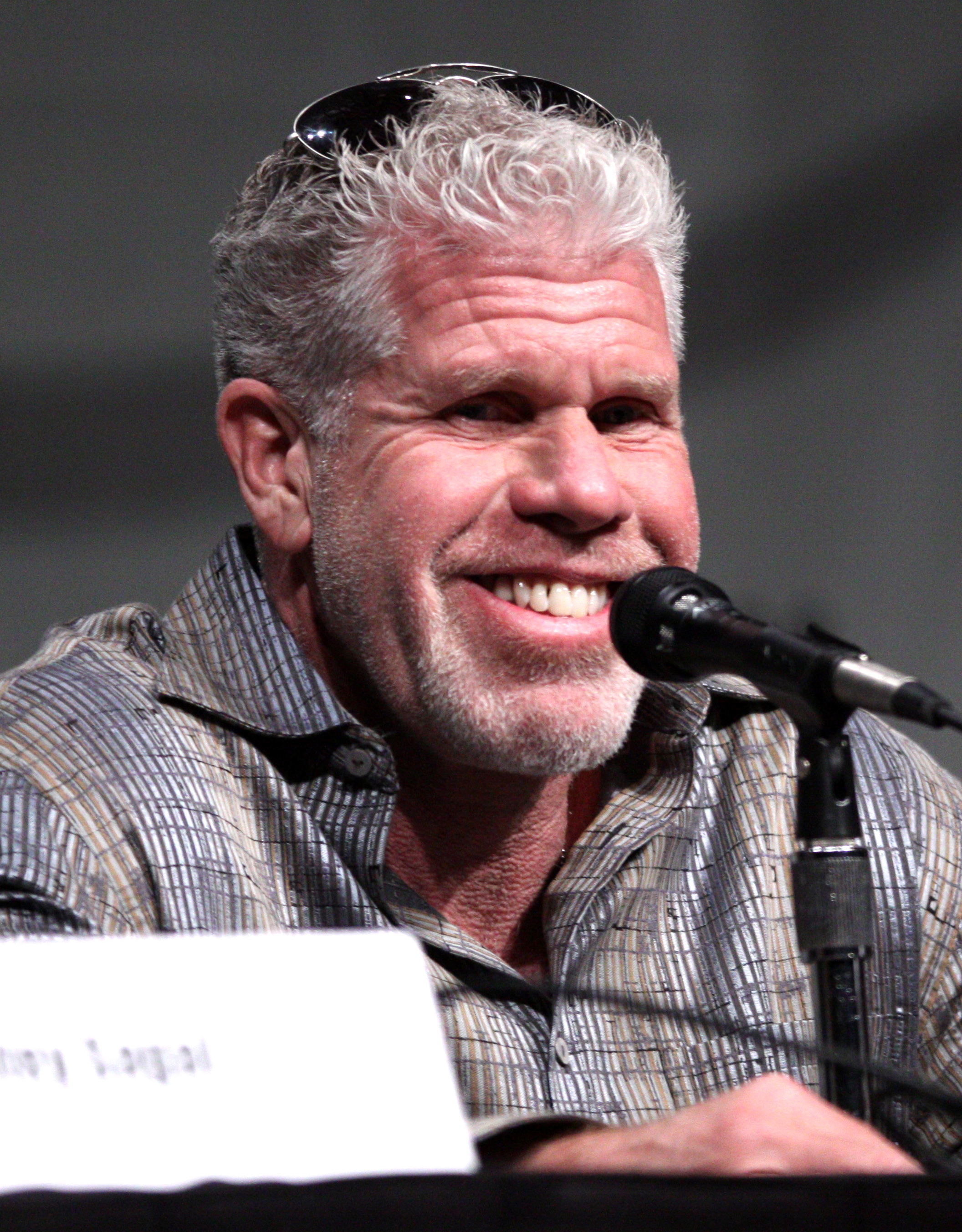
Ron Perlman dans le rôle de Clarence « Clay » Morrow.
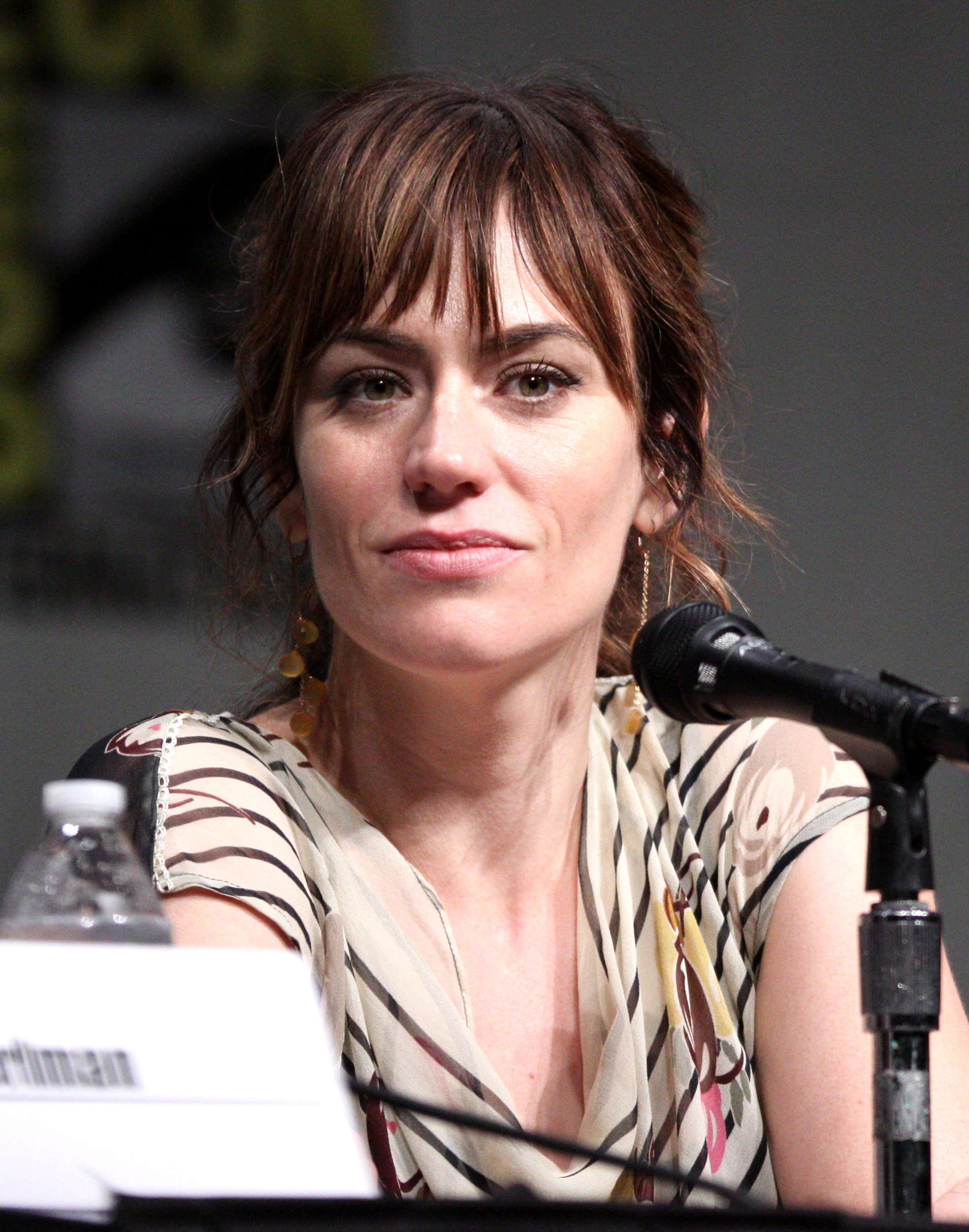
Maggie Siff dans le rôle du Dr Tara Knowles.
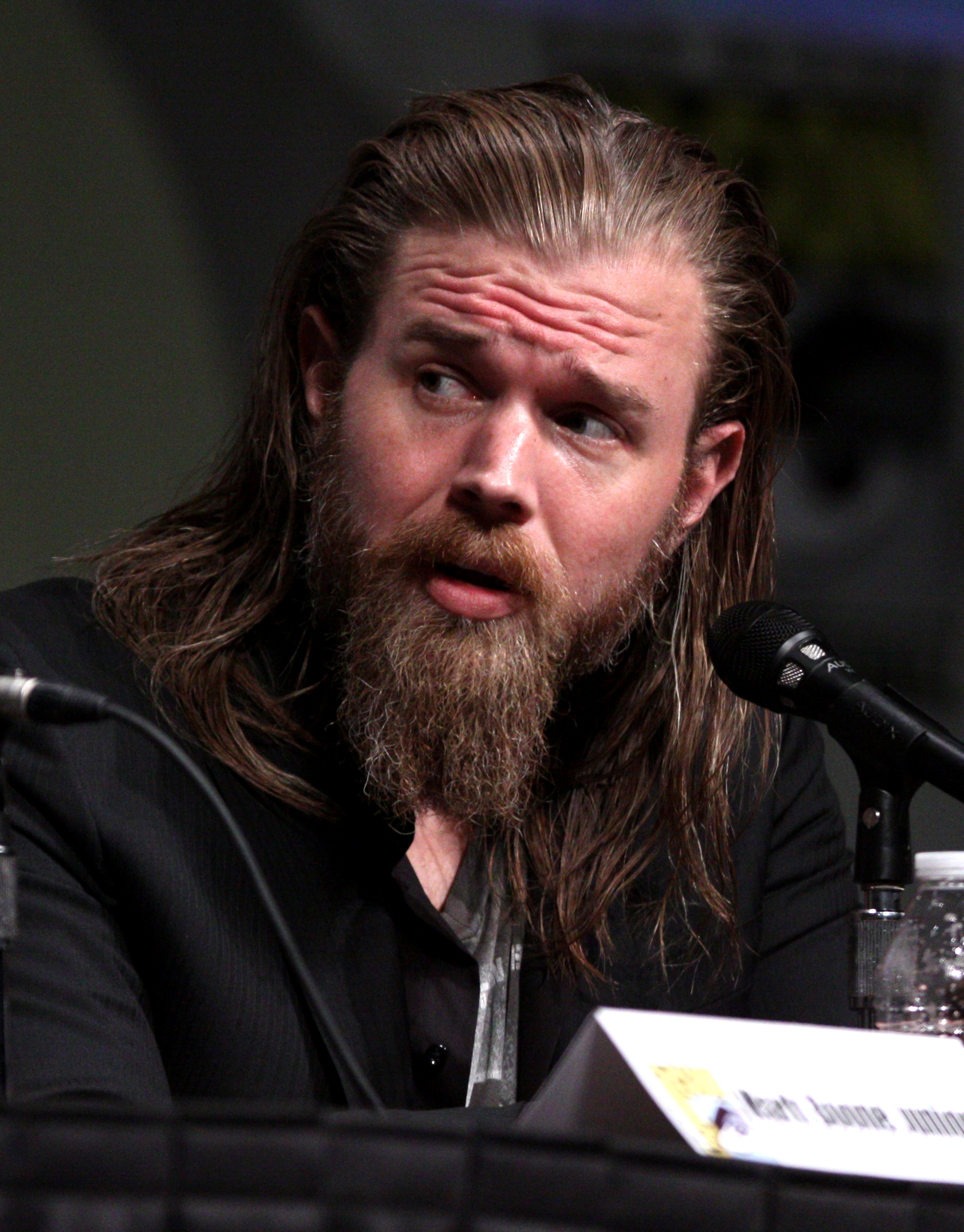
Ryan Hurst dans le rôle d'Harry « Opie » Winston.
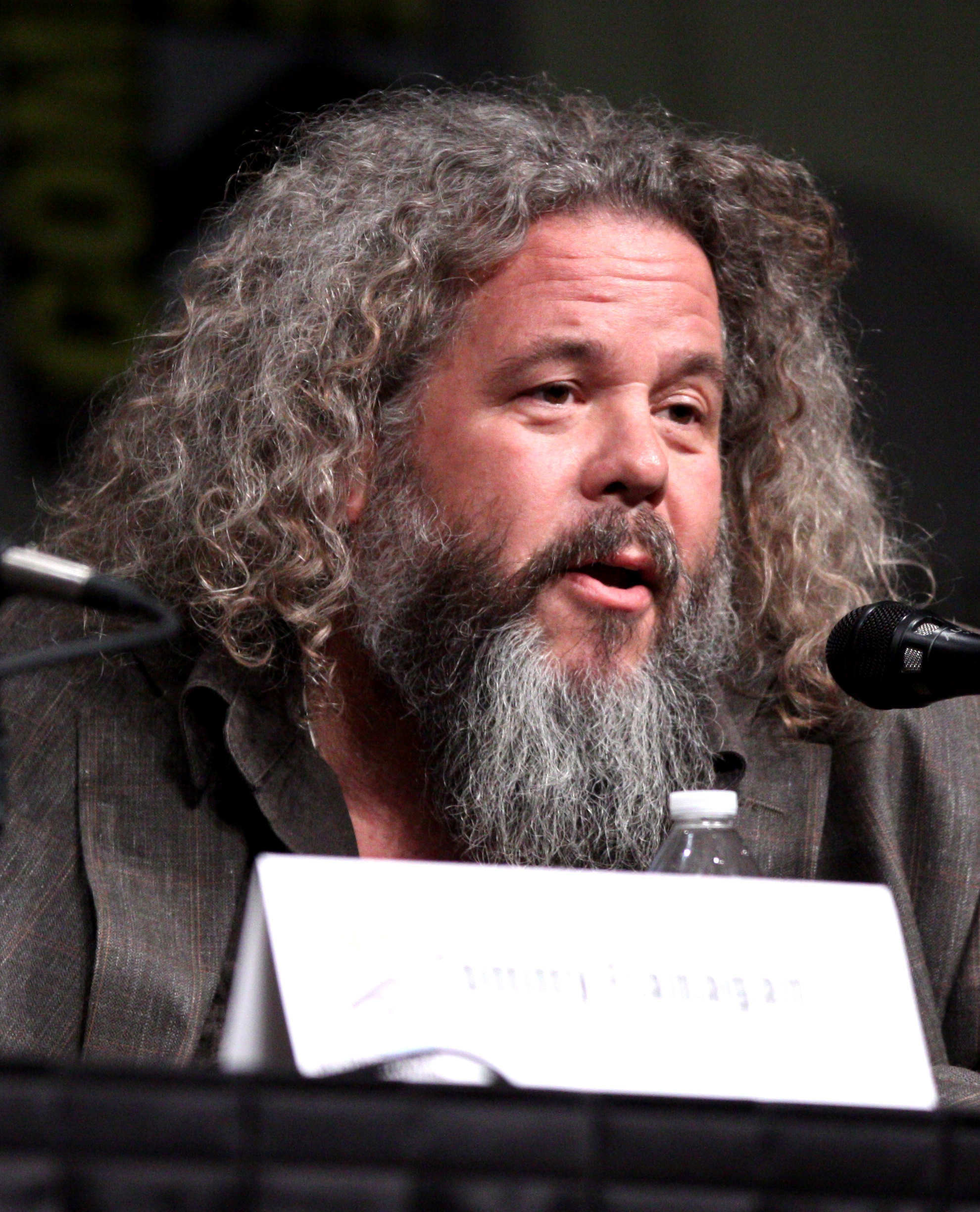
Mark Boone Junior dans le rôle de Robert « Bobby Elvis » Munson.
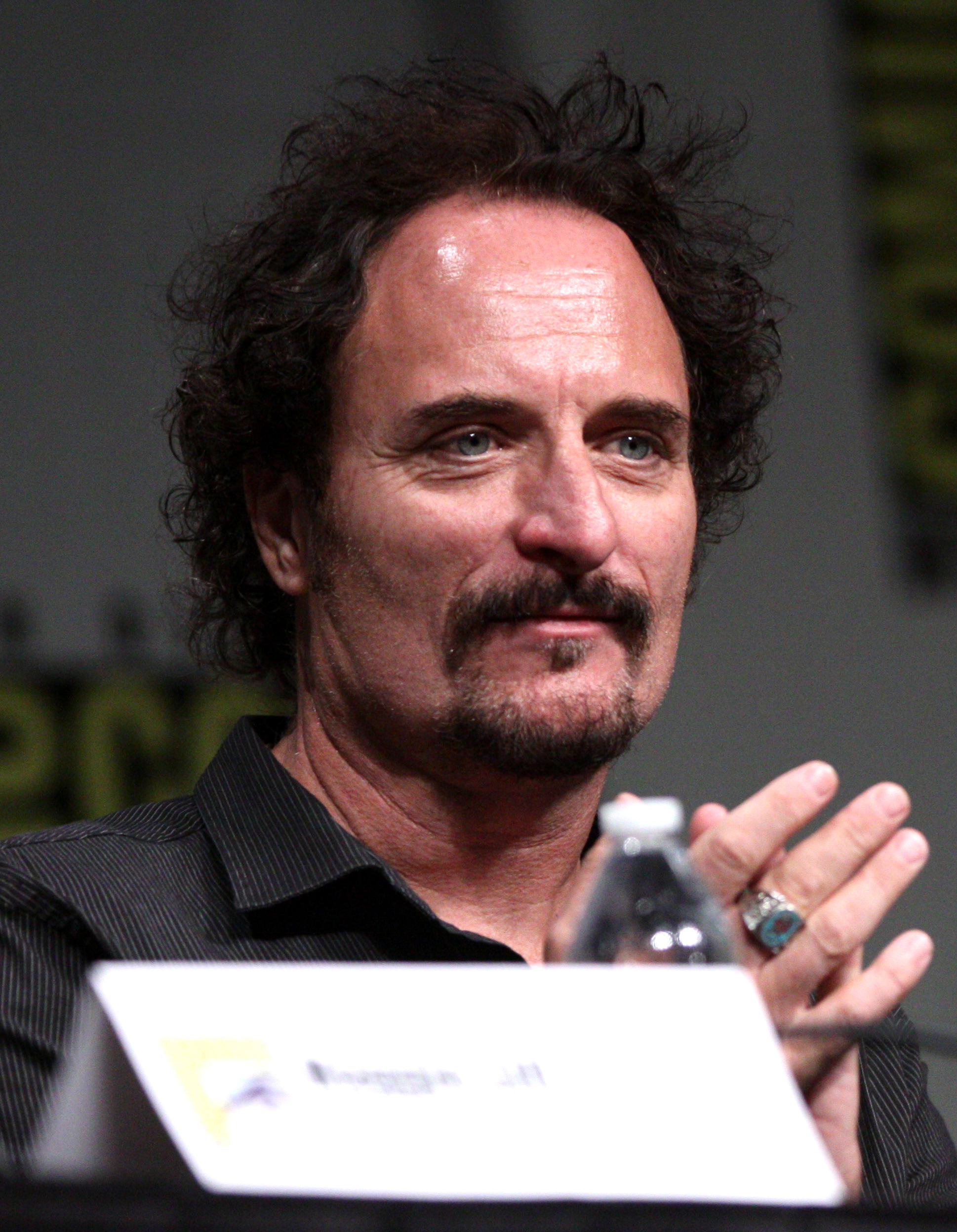
Kim Coates dans le rôle de Alexander « Tig » Trager.
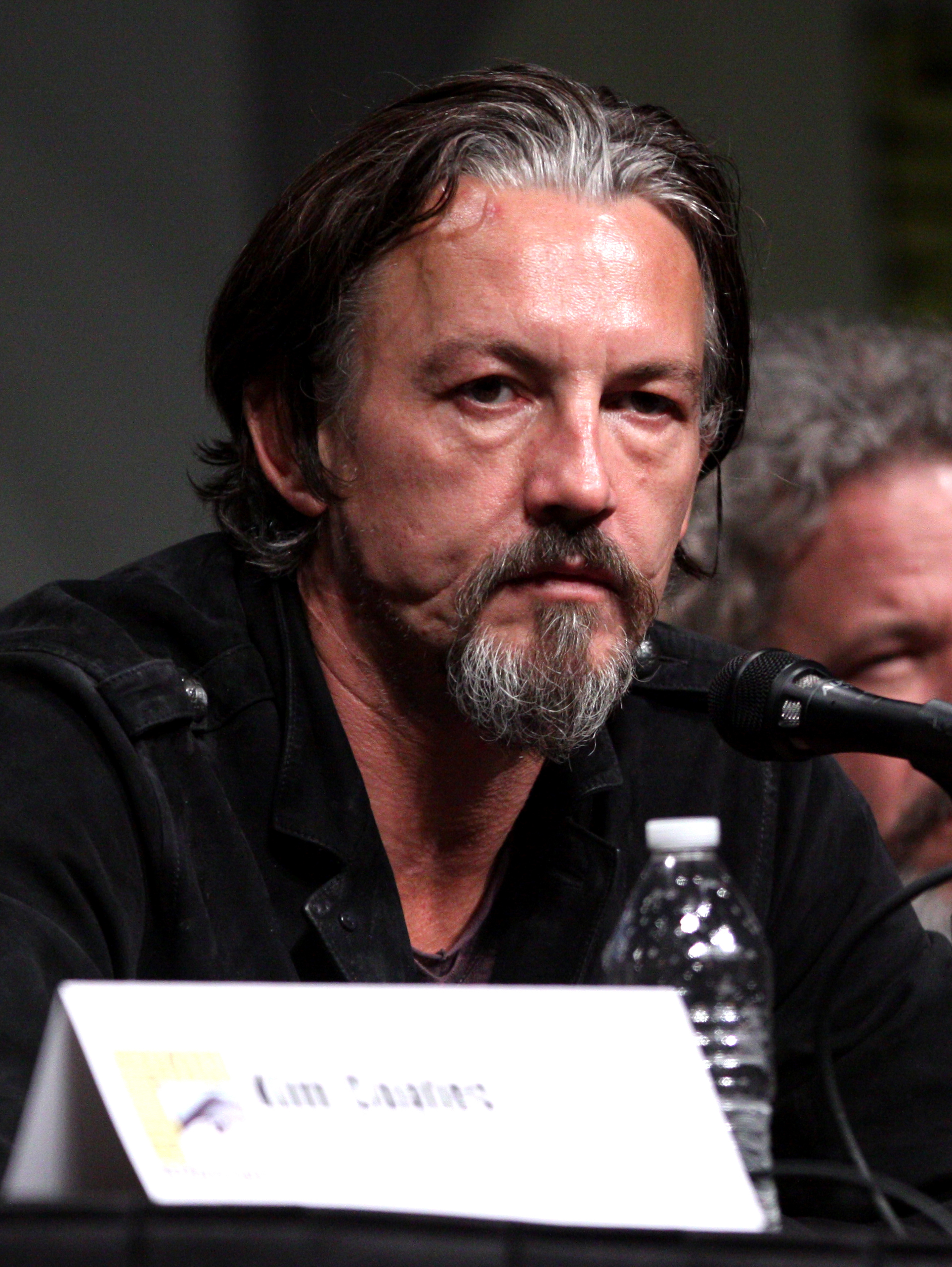
Tommy Flanagan dans le rôle de Filip « Chibs » Telford.
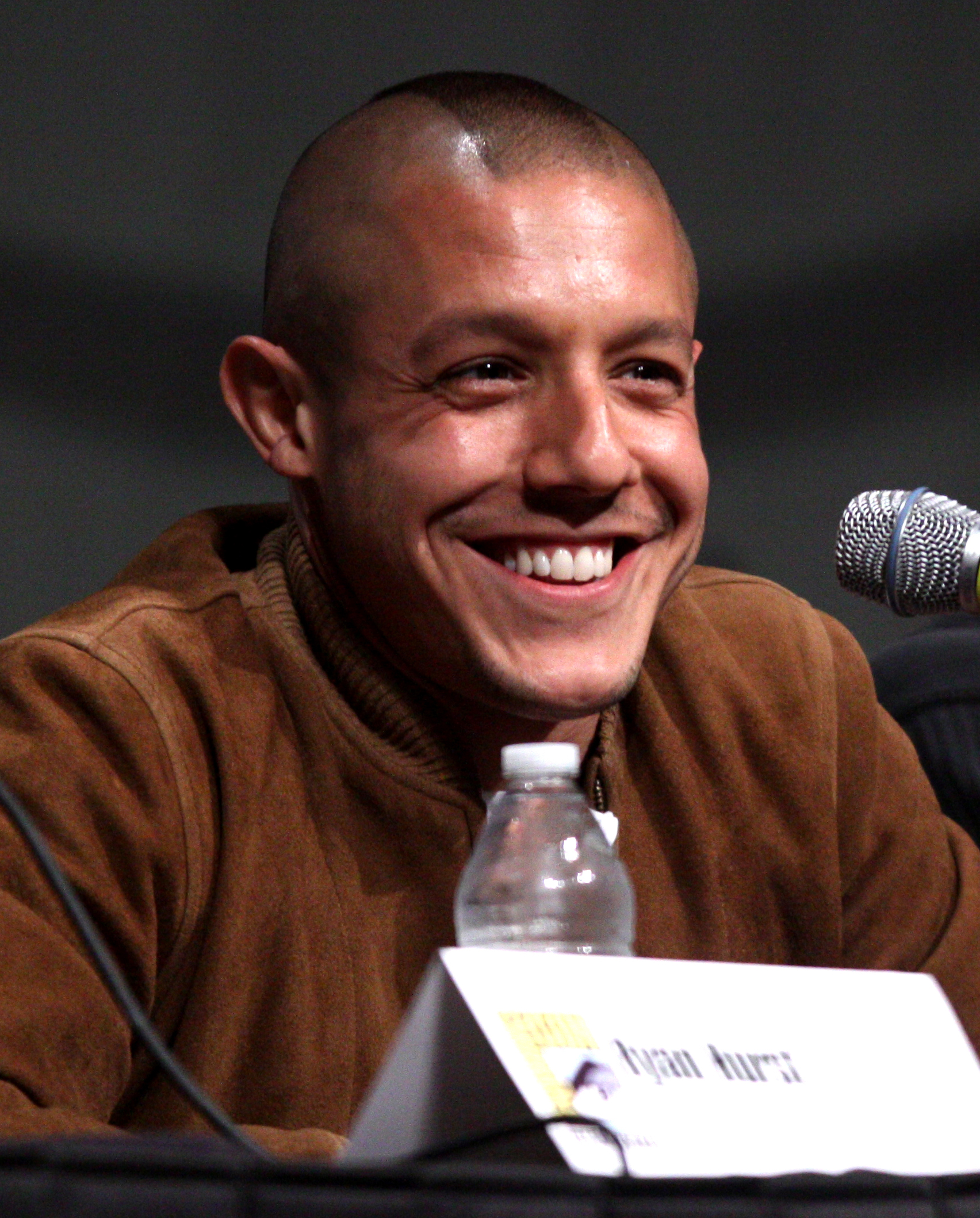
Theo Rossi dans le rôle de Juan Carlos « Juice » Ortiz.
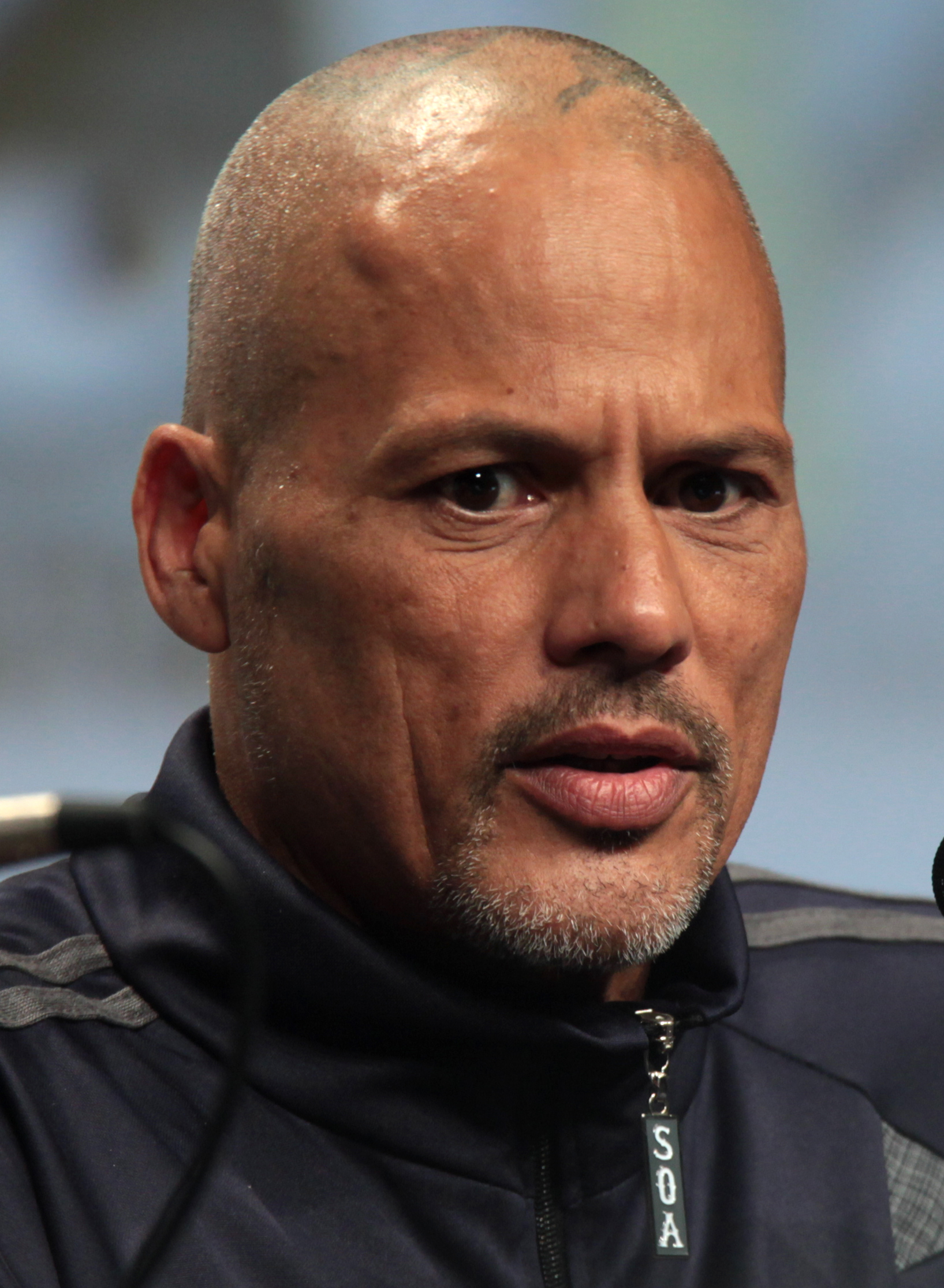
David Labrava dans le rôle de « Happy » Lowman.
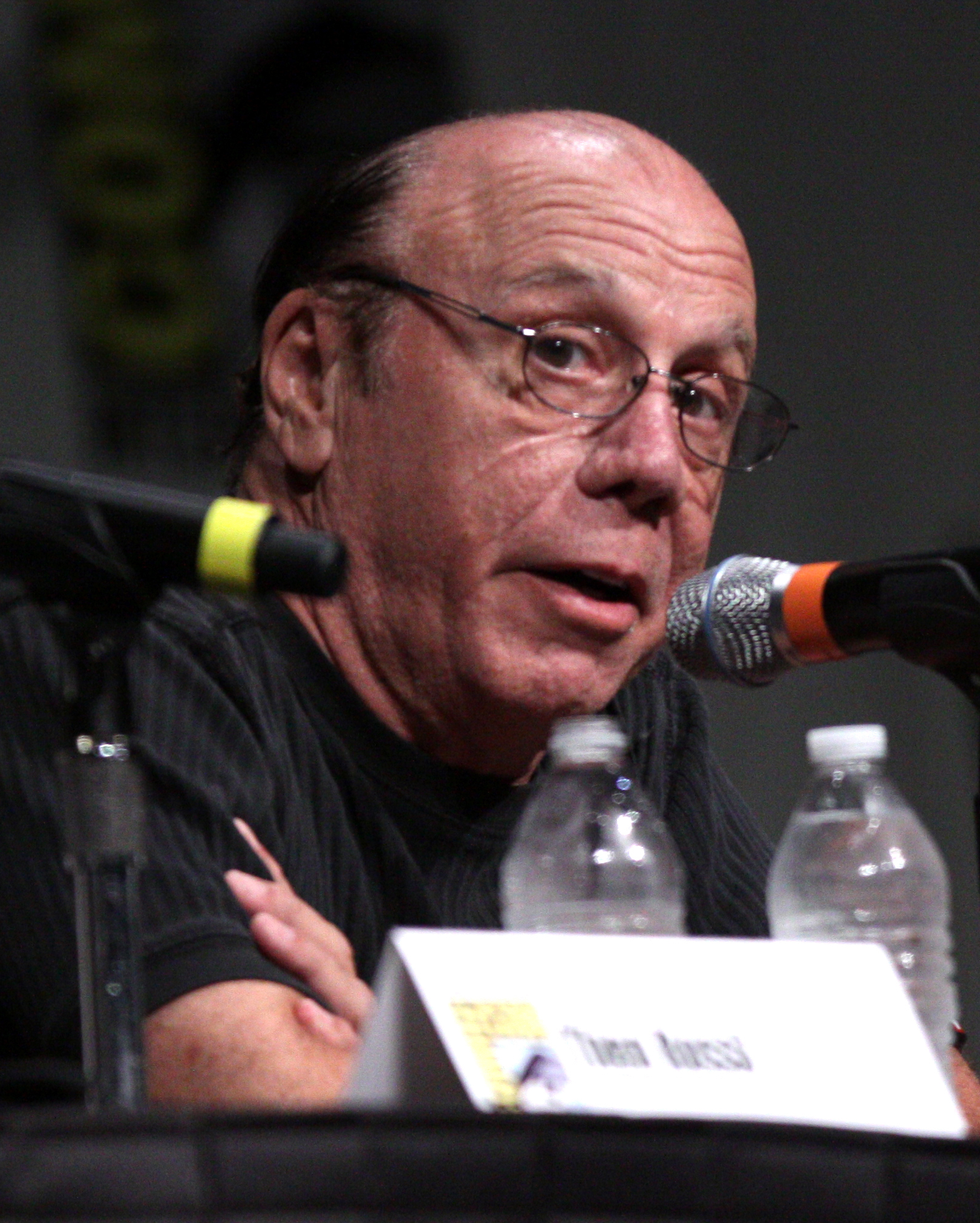
Dayton Callie dans le rôle de Wayne Unser.

### Acteurs récurrents

#### Introduits lors de la première saison
- Nicholas Guest (en) (VF : Philippe Catoire) : John Teller (voix) (saisons 1 à 4)
- Johnny Lewis (VF : Éric Daries) : Kip « Mi-Couille » (« Half-Sack » en VO) Epps (dit « Prospect ») (saisons 1 et 2)
- Emilio Rivera (VF : Emmanuel Fouquet) : Marcus Alvarez (saisons 1 à 7)
- Tory Kittles (VF : Ludovic Baugin) : Laroy Wayne (saisons 1 à 4)
- Taylor Sheridan (VF : Christophe Lemoine) : le shérif David Hale (saisons 1 à 3)
- Jamie McShane (Pierre Laurent puis Bernard Demory)[note 3] : Cameron Hayes (saisons 1 à 3)
- Dendrie Taylor (VF : Catherine Lafond) : Luann Delaney (saisons 1 et 2)
- Glenn Plummer (VF : Bruno Henry) : le shérif Vic Trammel (saisons 1 et 2)
- Julie Ariola (VF : Michèle Bardollet) : Mary Winston (saisons 1 et 2)
- Taryn Manning (VF : Célia Charpentier) : Rita « Cherry » Zambell (saisons 1 et 3)
- Sprague Grayden (VF : Véronique Alycia) : Donna Winston (saison 1)
- Jay Karnes (VF : Cyrille Artaux) : l'agent Joshua Kohn (saison 1)
- Keir O'Donnell (VF : Olivier Cordina) : Lowell Harland, Jr. (saison 1)
- Ally Walker (VF : Marie-Laure Dougnac) : l'agent June Stahl  (saisons 1 à 4)
- Jeff Wincott : Jimmy Cacuzza (invité saisons 1, 5 et 6)
- Mitch Pileggi (VF : Jacques Albaret) : Ernest Darby (saisons 1–2, invité spécial saison 3, invité saison 6)
- Michael Marisi Ornstein (VF : François Blumenfeld) : Chuck Marstein (saisons 2–7, invité saison 1)
- Kenneth Choi (VF : Marc Perez) : Henry Lin (saisons 2–3 et 5–6, invité saison 1, invité spécial saison 7)
- Kurt Sutter (VF : Régis Ivanov) : « Big » Otto Delaney (saisons 2–6 (non crédité), invité saison 1 (non crédité))
- Patrick St. Esprit (VF : Jean-Marie Pennean) : Elliott Oswald (saisons 2–4, invité saisons 1 et 6)
- Marcos Ferraez (en) (VF : Jean-Pol Brissart) : Estevez (crédité sous le nom de Marcos de la Cruz) (saisons 2 et 3, invité saison 1)
- Marya Delver (VF : Christel Lang) : l'officier Candy Eglee (saison 7, co-star saisons 1–3 et 6)
- Michael Shamus Wiles (Jean Roche puis Michel Voletti)[note 4] : Jury White (saison 7, invité saisons 1 et 6)
- Liana Liberato : Tristen Oswald (saisons 1-2)
- Ashley Monique Clark : Eviqua Michaels (saison 1)
- Kevin Alejandro : Esai Alvarez (saison 1)

#### Introduit lors de la deuxième saison
- Adam Arkin (VF : Bernard Alane) : Ethan Zobelle (saison 2)
- Winter Ave Zoli (VF : Philippa Roche) : Lyla Winston (saisons 2–7)
- McNally Sagal (VF : Brigitte Aubry) : Margaret Murphy (saisons 2–6)
- Kristen Renton (VF : Marie-Christine Robert) : Ima (saisons 2–6)
- Titus Welliver (VF : Jean-François Aupied) : Jimmy O'Phelan (saisons 2–3)
- Bellina Logan (VF : Anne Mathot) : Fiona Larkin (saisons 2–3)
- Henry Rollins (VF : Alain Berguig) : AJ Weston (saison 2)
- Callard Harris (VF : Olivier Cordina) : Edmond Hayes (saison 2)
- Sarah Jones (VF : Christine Sireyzol) : Polly Zobelle (saison 2)
- Jeff Kober (VF : Bernard Métraux) : Jacob Hale, Jr. (saisons 3-6, invité saison 2)
- Kenny Johnson (VF : Éric Marchal) : Herman Kozik (saisons 2 à 4)
- Tom Arnold (Mathieu Rivolier puis Tony Joudrier)[note 5] : Georgie Caruso (saisons 2 et 4)
- Cleo King (VF : Martine Maximin) : Neeta (saison 2)

#### Introduit lors de la troisième saison
- Paula Malcomson (VF : Marjorie Frantz) : Maureen Ashby (saison 3)
- Christopher Douglas Reed (VF : Max Aulivier) : Philip « Filthy Phil » Russell (saisons 3–6)
- Robin Weigert (VF : Josiane Pinson) : Ally Lowen (saisons 3–6)
- Michael Beach (VF : Frantz Confiac) : T.O. Cross (saisons 3 et 7, invité saison 5)
- Hal Holbrook (Michel Barbey puis Michel Paulin)[note 6] : Nate Madok (saison 3, invité saison 7)
- Jose Pablo Cantillo (VF : Jonathan Amram) : Hector Salazar (saison 3)
- James Cosmo (VF : François Siener) : le Père Kellen Ashby (saison 3)
- Zoe Boyle (VF : Delphine Rivière) : Trinity Ashby (saison 3)
- Andrew McPhee (VF : Philippe Dumond) : Keith McGee (saison 3)
- Arie Verveen (VF : Marc Saez) : Liam O'Neill (saison 3)
- Pamela J. Gray (VF : Sophie Baranes) : l'agent Amy Tyler (saison 3)
- Marcello Thedford (VF : Marc-Antoine Frédéric) : Lander Jackson (saison 3)
- Joel Tobeck (VF : Pascal Germain) : Donny (saison 3)
- Darin Heames (VF : Stéphane Ronchewski) : Seamus Ryan (saison 3)
- Q'orianka Kilcher (VF : Olivia Luccioni) : Kerrianne Larkin-Telford (saison 3)
- Monique Gabriela Curnen (VF : Nathalie Spitzer) : Amelia Dominguez (saison 3)
- Michael Fairman (VF : Michel Ruhl) : Lumpy Feldstein (saison 3)
- Bob McCracken (Pierre Londiche puis Michel Voletti)[note 7] : Brendan Roarke (saisons 4 et 6–7, invité saison 3)
- Frank Potter (VF : Yann Peira) : Eric Miles (saison 4, co-star saison 3)

#### Introduit lors de la quatrième saison
- Rockmond Dunbar (VF : Gilles Morvan) : Eli Roosevelt (saisons 4 à 6)
- Walter Wong (VF : Olivier Cordina) : Chris « V-Lin » Von Lin (saisons 4–6)
- Timothy V. Murphy (VF : Patrick Laplace) : Galen O'Shay (saisons 4–6)
- Merle Dandridge (VF : Laura Zichy) : Rita Roosevelt (saisons 4–5)
- Benito Martinez (VF : Stéphane Bazin) : Luis Torres (saison 4, invité spécial saison 5)
- David Rees Snell (VF : Arnaud Arbessier) : l'agent Grad Nicholas (saison 4)
- LaMonica Garrett (VF : Jean-Baptiste Anoumon) : le shérif Cane (saisons 6–7, co-star saisons 4–5)
- Danny Trejo (VF : Antoine Tomé) : Romero « Romeo » Parada (saisons 4 et 5)
- Ray McKinnon (VF : Franck Capillery) : Lincoln Potter (saison 4)

#### Introduit lors de la cinquième saison
- Billy Brown (VF : Stéphane Ronchewski) : August Marks (saisons 5–7)
- Reynaldo Gallegos (VF : Charles Germain) : Fiasco (saisons 5–7)
- Harold Perrineau (VF : Daniel Njo Lobé) : Damon Pope (saison 5)
- Chuck Zito (VF : Serge Biavan) : Frankie Diamonds (saison 5)
- Chris Browning (en) (VF : Xavier de Guillebon) : GoGo (saison 5)
- Kurt Yaeger (VF : Bruno Méyère) : Greg « The Peg » (saison 5)
- Wanda De Jesus (VF : Maïk Darah) : Carla (saison 5)
- Walton Goggins (VF : Mathias Kozlowski) : Venus Van Dam (né Vincent Noone) (saisons 5-7)
- Rusty Coones (VF : Jean-Jacques Nervest) : Rane Quinn (saisons 6–7, co-star saison 5)
- Donal Logue (VF : Pascal Germain) : Lee Toric (saison 5)

#### Introduit lors de la sixième saison
- Kim Dickens (VF : Laura Blanc) : Colette Jane (saisons 6 et 7)
- Peter Weller (VF : Luc Bernard) : Charles Barosky (saisons 6 et 7)
- Douglas Bennett (VF : Charles Meurisse) : Orlin West (saisons 6 et 7)
- Jacob Vargas (VF : Grégory Quidel) : Allesandro Montez (saisons 6 et 7)
- Scott Anderson (VF : Michel Laroussi) : Connor Malone (saisons 6 et 7)
- Steve Howey (VF : Olivier Augrond) : Hopper (saisons 6 et 7)
- Mo McRae (VF : Guillaume Toucas) : Tyler (saison 7, invité saisons 5–6)
- Hayley McFarland (VF : Kelly Marot) : Brooke Putner (saison 7, invitée saison 6)
- CCH Pounder (VF : Michèle Bardollet) : Tyne Patterson (saisons 6 et 7)

#### Introduit lors de la septième saison
- Marilyn Manson (VF : Jérôme Keen) : Ron Tully
- Malcolm-Jamal Warner (VF : Mohad Sanou) : Sticky [5]
- Ivo Nandi (VF : Cyrille Monge) : Oscar « El Oso » Ramos
- Ron Yuan (VF : Jérémy Prévost) : Ryu Tom
- Brad Carter (VF : Emmanuel Karsen) : Leland Gruen
- April Grace (VF : Maïk Darah) : Loutreesha Haddem
- Arjay Smith (VF : Jonathan Amram) : Grant McQueen
- Mathew St. Patrick (VF : Jean-Louis Faure) : Moses Cartwright
- Courtney Love (VF : Corina Pomerantz) : Mme Harrison
- Tony Curran (VF : Clovis Guerrin) : Gaines
- Annabeth Gish (VF : Véronique Augereau) : le lieutenant Althea Jarry

- Version française
  - Société de doublage : Synchro France[6],[7] (saisons 1 à 5) puis Libra Films[6],[7] (saisons 6 et 7)
  - Direction artistique : Jean Roche[7] (saisons 1-2), Martine Meirhaeghe[7] (saison 3) et Catherine Lafond[7] (saisons 4 à 7)
  - Adaptation des dialogues : Jean Roche, Julia Roche, Jérôme Pauwels, Catherine Lafond et Jonathan Amram[7]

 Source et légende : version française (VF) sur RS Doublage et Doublage Séries Database

## Fiche technique
Sauf indication contraire, les informations mentionnées dans cette section peuvent être confirmées par la base de données cinématographiques IMDb,  présente dans la section « Liens externes ».
- Titre original et français : Sons of Anarchy
- Création : Kurt Sutter
- Réalisation : collectif, principalement Paris Barclay (15 épisodes, 2008-2014), Guy Ferland (12 épisodes, 2008-2014), Gwyneth Horder-Payton (11 épisodes, 2008-2013), Peter Weller (11 épisodes, 2011-2014), Billy Gierhart (10 épisodes, 2008-2014), Kurt Sutter (8 épisodes, 2008-2014), Stephen T. Kay (7 épisodes, 2008-2010)
- Scénario : collective, principalement Kurt Sutter (92 épisodes, 2008-2014), Chris Collins (19 épisodes, 2009-2013), Roberto Patino (17 épisodes, 2008-2014), Brady Dahl (16 épisodes, 2009-2011), Marco Ramirez (15 épisodes, 2010-2011), Dave Erickson (14 épisodes, 2008-2011), Brett Conrad (14 épisodes, 2008-2009), Gladys Rodriguez (14 épisodes, 2011-2014), Misha Green (13 épisodes, 2009), Regina Corrado (9 épisodes, 2009-2012), Liz Sagal (8 épisodes, 2009-2012), Mike Daniels et Kem Nunn (7 épisodes, 2012-2014)
- Musique : Bob Thiele Jr.
- Photographie : principalement Paul Maibaum
- Production exécutive : Art Linson, John Linson et Kurt Sutter
- Sociétés de production : SutterInk, Linson Entertainment, Fox 21 Television Studios et FX Productions
- Pays d'origine :  États-Unis
- Langue : anglais
- Format : couleurs — 1,78:1 — HDCAM SR (saisons 1 à 3) et ProRes 4:4:4 (saisons 4 à 7) — son Dolby Digital
- Genre : dramatique, gangsters et policière
- Nombre de saisons : 7
- Nombre d'épisodes : 92
- Durée : entre 42 et 81 minutes
- Classification : Déconseillé aux moins de 12 ans ou 16 ans

## Saisons
|          | Épisodes | Année de production | Début de diffusion |
| Saison 1 | 13       | 2008                | 3 septembre 2008   |
| Saison 2 | 13       | 2009                | 8 septembre 2009   |
| Saison 3 | 13       | 2010                | 7 septembre 2010   |
| Saison 4 | 14       | 2011                | 6 septembre 2011   |
| Saison 5 | 13       | 2012                | 11 septembre 2012  |
| Saison 6 | 13       | 2013                | 10 septembre 2013  |
| Saison 7 | 13       | 2014                | 9 septembre 2014   |

### Première saison (2008)

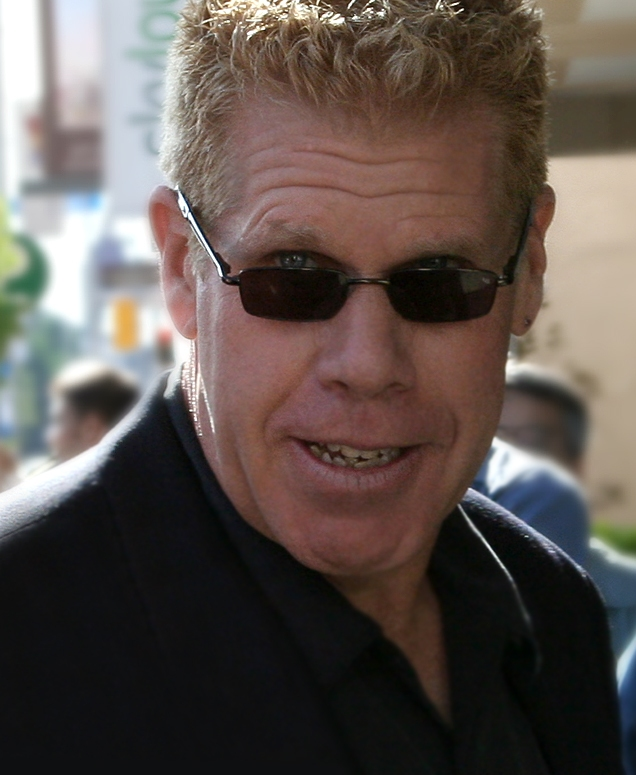
Ron Perlman alias Clay Morrow, président de SAMCRO.

La première saison pose les relations entre les personnages, les rivalités internes et entre les gangs, les rapports avec les autorités (police locale et agents fédéraux de l'ATF) et met en place l'intrigue générale de la place du club dans la ville, et dans une région en plein développement économique. Elle se finit sur le meurtre de Donna, femme d'Opie (meilleur ami de Jax), alors suspecté de collaborer avec l'ATF. Pour éviter de se retrouver en prison, Clay ordonne à Tig, le « sergent d'armes » et exécuteur des basses besognes du club, d'assassiner Opie. Malheureusement, lors de l'assassinat, au lieu de tuer Opie, Tig tue malencontreusement Donna dans sa voiture.

### Deuxième saison (2009)
La deuxième saison ouvre sur l'arrivée de deux nouveaux personnages, Ethan Zobelle et son associé A. J. Weston, tous deux suprémacistes blanc, descendant dans la ville de Charming. Zobelle et Weston cherchent à chasser les Sons of Anarchy de la ville, au nom d'un groupe de résidents fortunés cherchant à l'agrandir (ce que SAMCRO a toujours combattu, afin d'y maintenir son contrôle). Le duo fait alors connaître ses intentions au club en enlevant Gemma Teller et en organisant son viol comme message à Clay et au club.
En interne, la relation entre Jax et Clay devient de plus en plus tendue, ce dernier désignant pour coupable du meurtre de la femme d'Opie, Donna, un membre des Mayans pour cacher l'assassinat commis par Tig. Jax et le père de Opie, Piney, doivent alors cacher la vérité sur le meurtre de Donna à Opie et au reste de SAMCRO pour le bien du club. À noter aussi qu'à la fin de la saison, l'Irlandais avec qui travaillait SAMCRO décide de se venger de la mort de son fils, qui pense que c'est Gemma qui l'a tué en kidnappant le fils de Jax Teller.

### Troisième saison (2010)
La troisième saison reprend peu de temps après la fin de la saison 2 : Jax est désespéré par l'enlèvement de son fils, SAMCRO cherche un nouveau fournisseur d'armes tout en enquêtant sur l'enlèvement d'Abel, tandis que Cameron se cache à Belfast avec le bébé. Gemma Teller est en fuite et décide de se réfugier chez son père avec l'aide de Tig pour fuir l'ATF. Le voyage des Sons à Belfast est le déclencheur d'une suite d’événements qui influencera les prochaines saisons.

### Quatrième saison (2011)
La quatrième saison reprend 14 mois après la saison 3, lorsque les Sons arrêtés par l'agent June Stahl sortent de la prison de Stockton. Le nouveau shérif, Eli Roosevelt, aidé par Lincoln Potter, décide de mettre en place la loi RICO pour définitivement enfermer les Sons. Dans un même temps, Gemma et Clay Morrow tentent d’empêcher la vérité à propos de John Teller d'arriver aux oreilles de Jax, qui en secret planifie de partir avec ses enfants loin du club. Cette saison voit le personnage de Juice Ortiz prendre une grande place : en effet le plus jeune des Sons se retrouve à la merci de Potter et Roosevelt qui connaissent son secret…

### Cinquième saison (2012)
Le 17 octobre 2011, FX a renouvelé la série pour une cinquième saison de 13 épisodes diffusée depuis le 11 septembre 2012.
La saison s'ouvre avec Jax président : Opie ne s'étant pas présenté, il choisira Bobby en tant que VP (vice-président). Chibs sera son bras droit, ce qui réduit les prérogatives de Tig.
De nouveaux personnages font leur apparition : Damon Pope, baron de la drogue et gangster respecté autant que craint, dont la soif de vengeance est dirigée vers Tig, accidentellement responsable de la mort de sa fille Veronica. Quant à Juice, il se rapproche davantage de Clay, sans savoir que sa trahison n'est pas totalement enterrée.

### Sixième saison (2013)
Le 3 février 2012, FX a renouvelé la série pour une sixième saison voire une septième. Elle est diffusée depuis le 10 septembre 2013.
Le premier épisode de la saison a battu son record d’audience avec 5,87 millions de téléspectateurs alors que la Parents Television Council aux États-Unis blâme la chaîne d’avoir diffusé des scènes violentes et sexuellement graphiques au cours de cet épisode.
Tara s'apprête à sortir de prison, Bobby devient un nomade et tente de rejoindre un autre chapitre, tandis que Jax continue de diriger le club. L’épisode 1 se termine sur une fusillade dans une école primaire, l’auteur de la tuerie n’est qu’un enfant perturbé. C’est le fils de la compagne d’un membre de Nero. Il utilise un KG-9, une arme que les Sons ont donné à Nero, ce qui relie l’accident directement au club. Jax fait aussi la connaissance de Colette (avec qui il couche) et de Charles Barosky. Il utilise davantage Juice, qui se remet psychologiquement de ses actes.

### Septième saison (2014)
Il a été annoncé par la production FX, que cette saison sera définitivement la dernière de la série. La diffusion du premier épisode aux États-Unis est prévue pour le 9 septembre 2014. Le chanteur Marilyn Manson a par ailleurs été annoncé au casting pour interpréter le rôle de Ron Tully, un prisonnier suprématiste blanc. Dans cette saison, on retrouvera Jax en prison, les autres membres du SAMCRO avec à la tête Bobby qui est devenu président par intérim et Wendy qui se rapproche de nouveau de la famille Teller. En même temps Juice se cache du club grâce à Gemma qui tente de couvrir leurs meurtres. On retrouve également l'actrice Annabeth Gish qui joue le rôle du nouveau shérif remplaçant Roosevelt.

## Clubs et groupes
- Sons of Anarchy : Redwood Original, Indian Hills, Belfast, Tacoma, Nomads, Rogue River, Tucson, Moah, San Bernardino, Reno
- Mayans
- Ones-Niners
- Mafia Russe
- Les Chinois
- Calaveras
- Grim-Bastards
- Devil's Tribe
- Les Italiens (Cacuzza,...)
- L'IRA véritable
- Ligue des Nationalistes Américains
- Les Nords
- Les Byzlats
- Le cartel Galindo
- Le cartel Lobosonora

## Organisation du club

Symbole du Club.

- Président :  Clarence « Clay » Morrow,
- Vice-président : Jackson « Jax » Teller
- Sergent d'armes : Alexander « Tig » Trager
- Secrétaire :  Robert « Bobby Elvis » Munson

Pour faire partie du club il faut avoir passé au moins un an en tant que « Prospect » sauf les « First 9 » (les 9 membres fondateurs du club). Pour pouvoir voter, il faut être un membre du club (posséder une Harley-Davidson et rouler car si l'on ne roule pas pendant un mois, on perd son droit de vote à la table). Pour chaque décision (sauf exception) il faut un vote à la majorité ou un vote à l'unanimité (en cas d'admission, d'expulsion, transferts et de certaines exécutions).
John Teller et Piermont "Piney" Winston ont co-fondé SAMCRO en 1967 au moment de leur retour de la Guerre du Vietnam.À la naissance de Thomas, le fils de John et Gemma, ils s'installent dans leur ville natale, Charming. Six des membres des "Redwood Original 9" ou "First 9" sont des vétérans du Vietnam. Seul Lenny Janowitz, 3e membre et premier Sergent d'Armes des Sons of Anarchy, est vivant à la fin de la série. Les autres First 9 sont Chico Villanueva, Otto Moran, Wally Grazer, Thomas Whitney, Clay Morrow, and Keith McGee.

### Patchs
Les membres du club des « Sons of Anarchy » possèdent tous une veste sans manche (« vest » ou encore « cut » en anglais, une veste avec des manches est appelée « jacket ») en cuir (c'est ce qui montre leur appartenance au club).
Saison 4 : Bobby porte une veste en jean et non en cuir durant toute la saison. Sur ce blouson en cuir se trouvent de nombreux patchs montrant leur place dans l’organisation :
1. Le patch de « President » pour chaque président de son « chapter » ;
2. Le patch de « V.Président » pour chaque vice-président de son « chapter » ;
3. Celui de « Sgt at arms », pour le responsable de la sécurité et des exécutions ;
4. Le patch « Men of Mayhem », qui désigne un membre qui a tué, été blessé ou fait de la prison pour le club ;
5. Un quatrième membre peut être responsable de l'argent du club qui est montré par le patch « Secretary » ;
6. Les prospects ont un cuir entièrement vierge, portant uniquement le patch « Prospect » sur l'avant et l'arrière du blouson ; il peut, après quelques faits d'armes, posséder les deux bananes avec le nom du club et le lieu mais sans le blason central ;
7. Sur la droite (à l'emplacement du cœur) se trouve le lieu du club (« Redwood Original » pour Charming, « Belfast », « Tacoma », etc.) ;
8. Sur l'arrière du blouson on peut remarquer quatre patchs : le nom du club en haut (« Sons of Anarchy »), au centre la faucheuse (emblème du club), à sa droite le sigle « MC » (qui signifie « Motorcycle Club »), puis en bas le lieu de rattachement du club (Californie, N.Ireland, Washington, Arizona, Nevada, Oregon). Une fois que le « prospect » a fini son initiation, on complète le blason pour qu'il devienne « full color ».

Chaque club de motards dispose ses patchs de manière similaire mais avec ses emblèmes propres (Calaveras, Grim Bastards, Mayans, etc.). Cependant, les patches suivants sont propres aux « Sons of Anarchy » :
1. Pour les 9 membres fondateurs: « First 9 » (seuls Clay, Piney et Mac Gee l'ont dans la série) ;
2. Pour la nouvelle génération du « Redwood Original » les membres possèdent le patch « SAMCRO » (pour « Sons of Anarchy Motorcycle Club Redwood Original ») sur le côté du cuir.

## Autour de la série

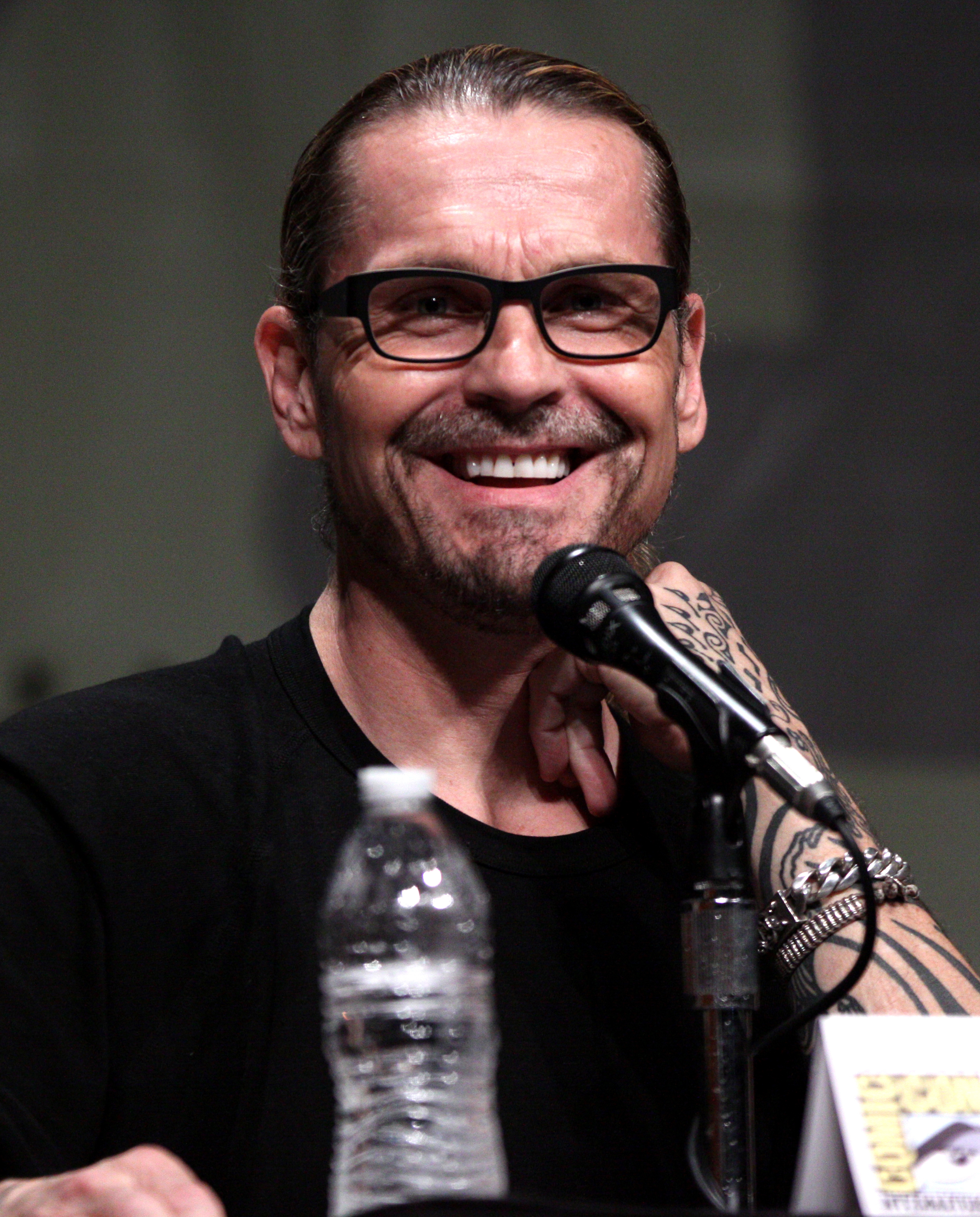
Le créateur et showrunner Kurt Sutter au Comic-Con de San Diego en 2012.

L'épisode pilote de Sons of Anarchy fut diffusé le lendemain de l'épisode final de The Shield, une série créée par Shawn Ryan où le créateur de la série Kurt Sutter officiait en tant que scénariste. À la suite de cet épisode pilote, la série fut très vite comparée à une version côte ouest des Soprano ou encore une version d'Hamlet à moto. Sons of Anarchy partage avec Les Soprano la violence et des dialogues très crus, ainsi que l'histoire d'une famille pas comme les autres. De plus, le personnage principal de l'histoire, Jackson Teller, est tourmenté, tout comme Tony Soprano, ne sachant plus choisir entre le bien et le mal.

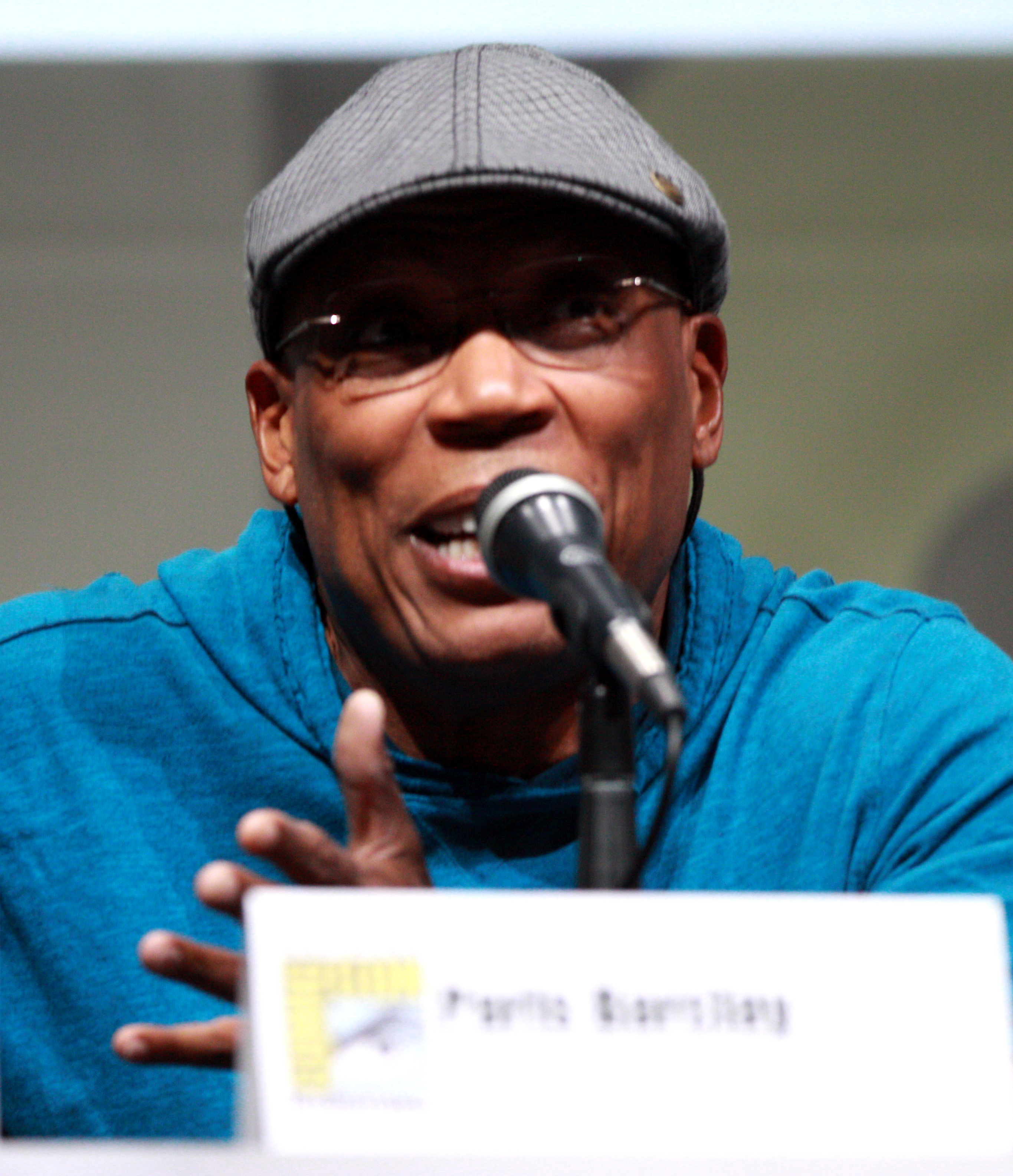
Le réalisateur et producteur Paris Barclay au Comic-Con de San Diego en 2013.

Pour s'imprégner de la culture motard, Kurt Sutter et son producteur exécutif John Linson ont pu s'immerger à l'intérieur d'un vrai club de bikers en marge de la loi de la côte ouest. Ils ont pu voir le fonctionnement du club et l'organisation de celui-ci. Selon Sutter, la série a été très bien reçue par la communauté motarde américaine.
Lors de l'écriture du scénario, Sutter écrivit tout spécialement le personnage de Gemma Teller pour Katey Sagal, sa femme dans la vie. À noter que Katey Sagal, qui avait déjà sorti un album en 1994, interprète le titre Son of a Preacher Man que l'on peut entendre dans l'épisode 2 de la saison 1. Depuis, elle reprend au moins une chanson au cours de chaque saison de la série.
Les gangs des Ones-Niners et des Byzlats avec lesquels traitent les Sons Of Anarchy sont un clin d'œil à la série The Shield dans laquelle ils apparaissent régulièrement.
L'acteur Mark Boone Junior, qui joue Bobby, a déjà tenu le rôle d'un biker dans un gang de motards pour la série Code Quantum (saison 3, épisode 9, La Belle et l'équipée sauvage). L'actrice Drea de Matteo qui a un rôle régulier dans la série est absente dans les saisons 2 et 3 car elle est prise en rôle principal dans la saison 6 de Desperate Housewives à ce moment-là. Une fois la saison terminée là-bas, elle revient dans la saison 4 de Sons of Anarchy.

## Clins d'œil
De nombreux acteurs de The Shield jouent dans Sons of Anarchy :
- Jay Karnes (Dutch Wagenbach dans The Shield / Josh Kohn dans Sons of Anarchy)
- Patrick Saint-Esprit (Lester dans The Shield / Elliot Oswald dans Sons of Anarchy)
- Kenneth Allen Johnson (Lemonhead / Kozik),
- Jose Pablo Cantillo (Amando Rios dans The Shield / Hector Salazar dans Sons of Anarchy)
- David Rees Snell (Ronnie Gardoki dans The Shield / L'agent du FBI Grad Nicholas dans Sons of Anarchy)
- Benito Martinez (le capitaine David Aceveda dans The Shield / Luis Torres, le bras droit de Romeo dans Sons of Anarchy)
- Katey Sagal (Nancy Gilroy dans The Shield / Gemma Teller Morrow dans Sons of Anarchy)
- Kurt Sutter (Margos Dezerian dans The Shield / Otto Delaney dans Sons of Anarchy)
- CCH Pounder (Détective Claudette Wyms / Tyne Patterson)
- Walton Goggins (Det. Shane Vendrell dans The Shield / Venus Van Damme dans Sons of Anarchy)
- Kurt Caceres (Juan Lozano dans The Shield / Renaldo dans Sons of Anarchy)
- Michael Chiklis (Vic Mackey dans The Shield / Milo dans Sons of Anarchy)

Dans l'épisode 11 de la saison 4, le personnage interprété par Kenneth Allen Johnson meurt en marchant sur une mine. Dans The Shield, son personnage meurt de façon similaire, après qu'une grenade a été lancée dans sa voiture. Dans l'épisode 14 de la saison 4, à 16 minute 21, Juice regarde dans sa cellule un épisode de The Shield.
Dans l'épisode 4 de la saison 7, le personnage de Walton Goggins s'appelle Venus Van Damme, alors que dans The Shield, une de ses identités sous couverture est Cletus Van Damme, utilisée notamment dans l'intrigue du train de l'argent. Mais le clin d’œil le plus percutant est lors de la scène finale de la série. En effet, Michael Chiklis jouait Vic Mackey dans The Shield, un personnage connaissant une descente aux enfers similaire à celle de Jax..
Dans les épisodes 13 de la saison 3 et 13 de la saison 4, Sonny Barger, qui est le véritable fondateur des Hells Angels, tient le rôle de Lenny « The Pimp » Janowitz, un membre fondateur des Sons of Anarchy (First 9).
Dans l'épisode 8 de la saison 4, Piney lit un roman de Stephen King dans la cabane du club. Or l'auteur fait une apparition rapide dans l'épisode 3 de la saison 3, interprétant "Bachman", le Nettoyeur (Richard Bachman étant un pseudonyme de King pour signer certains de ses romans)

## Accueil

### Critiques
Sons of Anarchy a reçu des critiques très favorables au cours de sa course, avec beaucoup de singularisation de la performance de Katey Sagal. Sur le site Web de l'agrégateur de critiques Metacritic, la première saison a reçu 68⁄100, la deuxième saison a reçu 86⁄100, la troisième saison a reçu 84⁄100, la quatrième saison a reçu 81⁄100, la cinquième saison a reçu 72⁄100, la sixième saison a obtenu 74⁄100 et la septième a reçu 68⁄100.
En 2013, un recueil d'essais sur la série a été publié.

### Audiences

#### Aux États-Unis
| Saison | Nombre d’épisodes | Diffusion originale | Diffusion originale | Diffusion originale | Diffusion originale            |
| Saison | Nombre d’épisodes | Années              | Début de saison     | Fin de saison       | Audience moyenne (en millions) |
| ------ | ----------------- | ------------------- | ------------------- | ------------------- | ------------------------------ |
| 1      | 13                | 2008                | 3 septembre 2008    | 26 novembre 2008    | 2,21                           |
| 2      | 13                | 2009                | 8 septembre 2009    | 1er décembre 2009   | 3,65                           |
| 3      | 13                | 2010                | 7 septembre 2010    | 30 novembre 2010    | 3,22                           |
| 4      | 14                | 2011                | 6 septembre 2011    | 6 décembre 2011     | 3,87                           |
| 5      | 13                | 2012                | 11 septembre 2012   | 4 décembre 2012     | 4,37                           |
| 6      | 13                | 2013                | 10 septembre 2013   | 10 décembre 2013    | 4,59                           |
| 7      | 13                | 2014                | 9 septembre 2014    | 9 décembre 2014     | 4,65                           |

### Accueil de la série en France
En France la série a fait un très bon début, avec la meilleure part d'audience pour une série de seconde partie de soirée, puis a été partiellement déprogrammée pour la saison 2 et 3. Puis durant la diffusion de la saison 4 et 5, l'audience est en hausse, ce qui donne à M6 la première place de la seconde partie de soirée.

## Produits dérivés

### Bandes originales
La série Sons of Anarchy a eu droit à la sortie de trois bandes originales intitulées « Sons of Anarchy : North Country - EP », « Sons of Anarchy : Shelter - EP » et « Sons of Anarchy : The King is Gone - EP » compilant des chansons diffusées lors des épisodes de la série.
À la suite de ces trois Ep, deux albums reprenant les musiques de la série sortiront : Songs of Anarchy : Music from Sons of Anachy Seasons 1-4 en 2011 puis Sons of Anarchy: Songs of Anarchy Vol. 2 en 2012.

### Séries dérivées
En décembre 2016, la chaine de télévision américaine FX commande un pilote à Kurt Sutter pour une nouvelle série intitulée Mayans MC centrée sur les Mayans, le club de motards latinos que l'on retrouve tout au long de Sons of Anarchy. Le pilote a été tourné en avril 2017.

### Comic book
Un comic book basé sur l'univers de la série a été créé par Boom! Studios en 2013. Scénarisé par Christopher Golden et dessiné par Damian Couceiro, 12 chapitres furent publiés avant que le Label 619 ne les regroupe et ne les publie en France le 29 août 2014.
Le comic book conte une histoire inédite, basée sur la fille de Herman Kozik, ancien membre de Samcro, menacée de mort et qui se réfugie au garage Teller-Morrow où elle compte sur l'aide des Sons of Anarchy et, plus particulièrement de Tig.
Le label 619 a publié 5 autres tomes.
Tome 2
- Scénario : Ed Brisson
- Dessins : Jesús Hervás, Damian Couceiro
- Nombre de pages : 112
- Parution : 6 novembre 2015  (ISBN 978-2-35910-885-9)
  - Résumé : Les Sons of Anarchy sont derrière les barreaux : il revient donc à Gemma et Tara de défendre leurs intérêts. Alors que, pour préserver le club, Tara utilise toutes ses connaissances de médecin mais aussi de régulière, Jax risque sa vie pour protéger les Sons en prison.

Tome 3
- Scénario : Ed Brisson
- Dessins : Damian Couceiro
- Nombre de pages : 112
- Parution : 7 octobre 2016  (ISBN 979-10-335-0004-9)
  - Résumé : Les ennuis couvent à Tucson quand un nouveau club de motards, le Slaughter, débarque en ville avec l’objectif de s’emparer du trafic de méthamphétamine… quitte à se débarrasser des Sons of Anarchy. Les loyautés sont mises à rude épreuve, les trahisons abondent, mettant en jeu de nombreuses vies et forçant Jax à faire le nécessaire pour garder le contrôle de la situation et protéger Samtaz et Samcro.

Tome 4
- Scénario : Ed Brisson
- Dessins : Damian Couceiro
- Nombre de pages : 112
- Parution : 6 octobre 2017  (ISBN 979-10-335-0475-7)
  - Résumé : Les Sons Of Anarchy sont plus qu’un simple club ou gang de bikers : ils sont une fraternité. Mais qui sont-ils vraiment individuellement ? Jax se confronte à un ex-membre de SAMCRO qui ravive de vieilles blessures… Le business légal de Juice fait face à une tentative de chantage plus perfide qu’il n’y paraît… Le trip de Bobby à Las Vegas prend un virage sauvage et alcoolisé digne de la ville du vice… et Happy, bien avant de rejoindre les Sons, se fait faire son premier tattoo…

Tome 5
- Auteur : Ryan Ferrier, Matías Bergara
- Nombre de pages : 112
- Date de sortie : 6 avril 2018
  - Résumé : Quand le neveu de Bobby, qu’il a perdu de vue depuis des années, débarque à Charming, il semble être un prospect prometteur. Mais avec les Sons of Anarchy, il suffit d’une erreur pour tomber en disgrâce… et dans la violence. Alors que la tension monte entre les Sons et les Mayans, Jax va devoir choisir entre les deux choses qui comptent le plus pour les bikers : la famille ou le club.

Tome 6
- Résumé : à la suite du meurtre brutal de sa femme, Opie retourne à la scierie Oswald dans l’espoir de laisser le club - et ses activités criminelles - derrière lui. Malheureusement, rien ne reste clean bien longtemps à Charming et la corruption à la scierie risque bien de le faire craquer. Pendant ce temps, alors que Jax et Clay luttent pour le contrôle du club, un des vieux ennemis de l’IRA de Chibs vient se venger… et la loyauté des Sons va être mise à rude épreuve.

### Jeu vidéo
Un jeu vidéo à format épisodique, intitulé Sons of Anarchy: The Prospect, est sorti uniquement sur iOS le 30 janvier 2015 au prix de 1,99 $. Il place le joueur dans la peau de Clint Lancet, un jeune homme qui souhaite s'éloigner du mode de vie de hors-la-loi, mais qui sera rattrapé par le chapitre des Sons of Anarchy de l'Oregon. Kim Coates, l'acteur qui joue Tig, a notamment prêté sa voix.

## Récompenses
- 68e cérémonie des Golden Globes :
  - Meilleure actrice dans une série dramatique pour Katey Sagal.